# Sprachen und Dialekte in Schleswig-Holstein

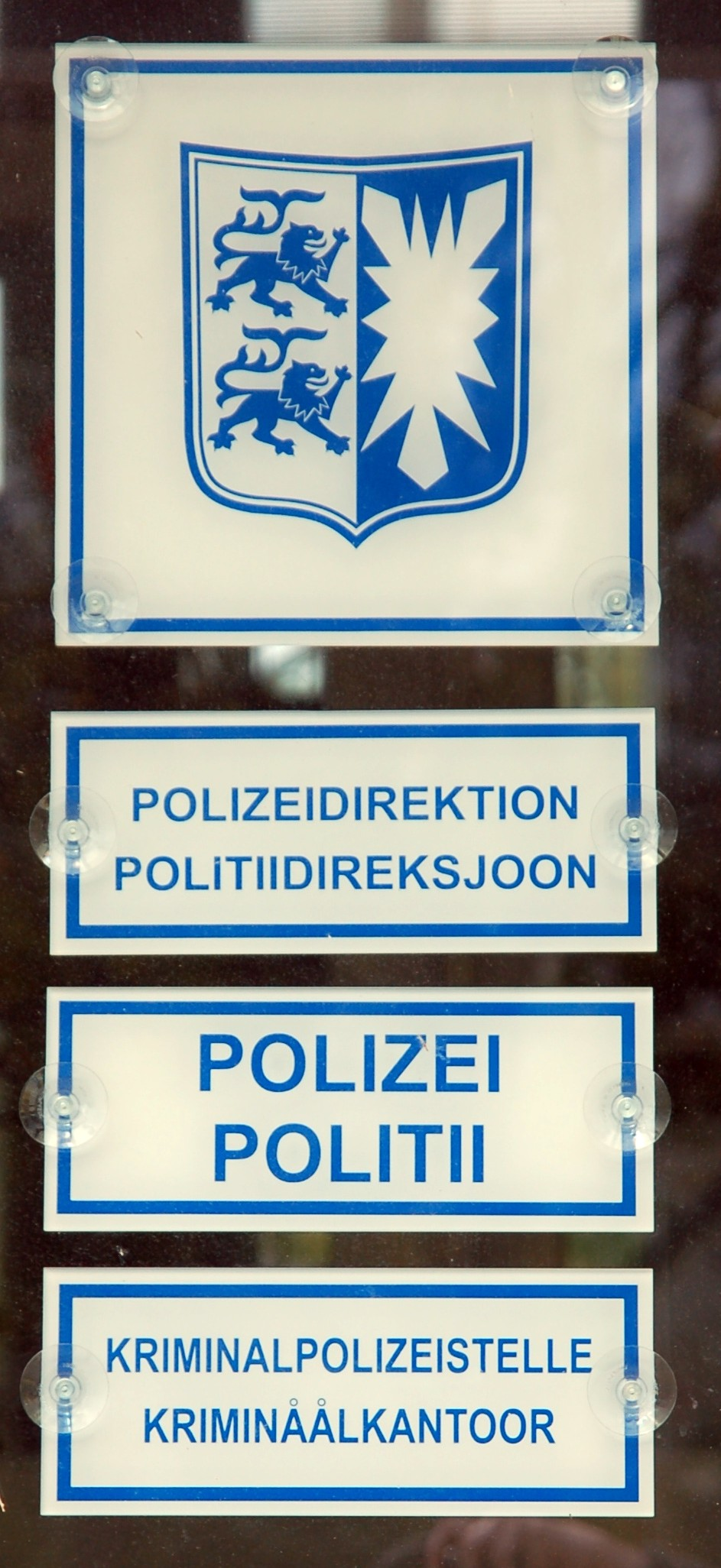
Zweisprachige Schilder an der Polizeistation in Husum

Die Sprachen und Dialekte in Schleswig-Holstein sind gemessen an der territorialen Größe des Landes vergleichsweise weit aufgefächert. Mit Hochdeutsch, Niederdeutsch, Nordfriesisch, Dänisch (Reichsdänisch, meist als Sydslesvigdansk), Südjütisch (Plattdänisch, Sønderjysk) und dem Romanes (Romani) der in Schleswig-Holstein lebenden Sinti und Roma finden sich je nach Klassifizierung fünf bzw. sechs traditionelle Sprachen auf kleinem Raum zusammen. Unter Zusammenzugs des von dem nur noch von wenigen Sprechern in Flensburg gesprochenen Petuh, der hochdeutsch-plattdeutschen Mischsprache Missingsch sowie des Jiddischen sind es deren acht bzw. neun. Gut 90 Prozent der Bevölkerung Schleswig-Holsteins versteht neben Hochdeutsch zumindest eine der weiteren Sprachen (vor allem Niederdeutsch).
Mit fünf rechtlich anerkannten Sprachen (Hochdeutsch, Niederdeutsch, Dänisch samt Südjütisch, Nordfriesisch und Romanes) ist Schleswig-Holstein innerhalb des deutschsprachigen Raumes in Europa die Region mit den meisten Sprachen. Parallel zur Unterschutzstellung des Dänischen, Nordfriesischen, Romanes und Niederdeutschen nach der Europäischen Charta der Regional- und Minderheitensprachen stehen im nördlichsten deutschen Bundesland auch die dänische Minderheit, die friesische Volksgruppe und die Minderheit der Sinti und Roma selbst unter dem Schutz der Landesverfassung.
Amtssprachenstatus besitzen im gesamten Land Hochdeutsch und Niederdeutsch, in Teilen Schleswig-Holsteins auch Dänisch und Nordfriesisch.

## Sprachen und Dialekte

### Hochdeutsch
Der Begriff Deutsch wird in Schleswig-Holstein (und darüber hinaus) vielfach – auch juristisch – als Oberbegriff für beide Sprachen (hochdeutsch und niederdeutsch) betrachtet. Zum einen wird Hochdeutsch (auch: Standarddeutsch, Schriftdeutsch), vielfach kurz als Deutsch bezeichnet (siehe auch: deutsche Sprache) gesprochen, teilweise ähnelt es in der Aussprache dem vorwiegend in Hamburg gesprochenen Missingsch. Im norddeutschen Raum existieren aber keine Dialekte des Hochdeutschen. Das Hochdeutsche drang seit dem 16. Jahrhundert zunächst nur als Schriftsprache ins Land, erst im 19. Jahrhundert entstand in der Oberschicht eine Minderheit, die Hochdeutsch auch als Umgangssprache verwendete; diese wurde im Laufe des 20. Jahrhunderts zur Mehrheit. Die Anzahl der passiven Sprecher unter der deutschen Bevölkerung in Schleswig-Holstein liegt heute nahezu bei 100 Prozent, die der aktiven Sprecher ist ein wenig geringer: Der Anteil derjenigen, die aktiv nur niederdeutsch („plattdeutsch“ oder kurz „platt“) sprechen, ist aber nach dem Zweiten Weltkrieg stark gesunken und findet sich heute vor allem unter der älteren Bevölkerung in nicht-urbanen Gegenden. Genaue Angaben existieren nicht. Durch Rückgängigmachung der Reform der deutschen Rechtschreibung von 1996 per Volksabstimmung besaß das Land vorübergehend eine eigene offizielle Schriftsprache des Hochdeutschen. Von seiner rechtlichen Sprachkompetenz (siehe: Amtssprachen innerhalb Deutschlands) machte das Land erneut Gebrauch, als es zur Landtagswahl in Schleswig-Holstein 2017 die Wahlbenachrichtigungen in Leichter Sprache verfassen ließ – nicht ohne Kritik im Lande.

### Niederdeutsch

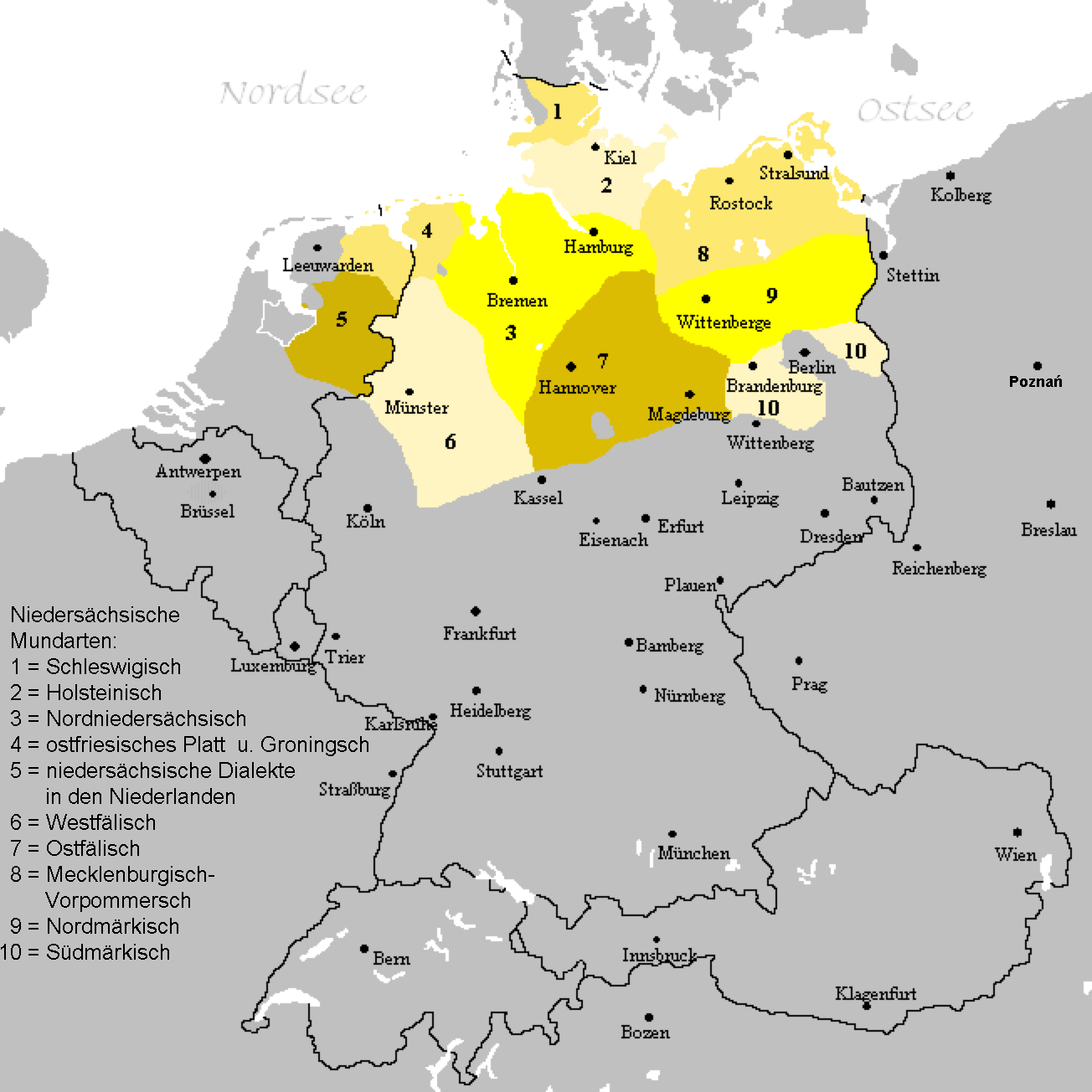
Die dialektale Einteilung der niederdeutschen Mundarten

In weiten Teilen des Landes wird darüber hinaus auch die niederdeutsche Sprache (siehe auch: Niedersächsisch) gesprochen und verstanden. Dies betrifft vor allem nicht-urbane Gebiete in Holstein und Schleswig. Die Dialektvariante hierbei ist das Nordniedersächsische, die sich innerhalb Schleswig-Holsteins wiederum in Schleswigsch im Norden und Holsteinisch im Süden des Landes unterteilen lässt. Die Eiderlinie trennt die beiden Dialekte und auch die Pluralbildung. Im Hamburger Umland kommt mit dem Hamburger Platt ein weiterer Unterdialekt des Nordniedersächsischen hinzu; im Ratzeburger Umland und in einzelnen Randgemeinden zu Mecklenburg-Vorpommern darüber hinaus der Dialekt des Mecklenburgischen. Im Gegensatz zu den anderen in Schleswig-Holstein gesprochenen Dialekten gehört das Mecklenburgische nicht zu den nordniedersächsischen Dialekten, sondern zum Ostniederdeutschen.
Die niederdeutschen Dialekte im Lande unterteilen sich in weitere Unterdialekte wie beispielsweise das Angeliter Platt (des „Schleswigschen“) oder das Dithmarscher Platt (des „Holsteinischen“); das „Hamburger Platt“ wird in Schleswig-Holstein in der Variante des Geest-Platt gesprochen.
Das meist als „Plattdeutsch“ (oder kurz: „Platt“) bezeichnete Niederdeutsch ist eine anerkannte eigenständige Sprache und genießt in den norddeutschen Bundesländern den Schutz einer Regionalsprache. Im gesamten Land Schleswig-Holstein ist Niederdeutsch auch eine optionale Amtssprache. Die Anzahl der Sprecher der Plattdeutschen Sprache in Schleswig-Holstein wird insgesamt mit 1,3 Millionen beziffert, davon rund 800.000 Schleswig-Holsteiner, die die Sprache gut bis sehr gut beherrschen. Die Gesamtzahl derjenigen, die Plattdeutsch sprechen oder zumindest verstehen, liegt bei gut 2,5 Millionen Bürgern des nördlichsten Bundeslandes.
Das Schleswig-Holsteinische Wörterbuch umfasst den Wortschatz der in Schleswig-Holstein gesprochenen Dialekte der niederdeutschen Sprache; die Erhebungen zur Erstellung des Wörterbuches fanden ab 1902 statt. Das Holsteinische Idiotikon ist ein 1800–1806 herausgegebenes vierbändiges Wörterbuch des Wortschatzes Schleswig-Holsteins.
Die Begriffe „Niedersächsisch“, „Niederdeutsch“ und „Plattdeutsch“ werden vielfach synonym verwendet – es existieren aber auch – vor allem in Hinblick auf die Dialekte der Sprache in den Niederlanden – voneinander abweichende, hierarchisch strukturierte Begriffsabgrenzungen; in Schleswig-Holstein finden zumindest „Niederdeutsch“, „Plattdeutsch“ und „Platt“ im umgangssprachlichen Gebrauch als Synonymbegriffe Anwendung.
Aus dem Plattdeutschen hervorgegangen waren auch die Hansesprache und die Seemannssprache. Letztere ist nicht nur eine Fachsprache, sondern auch ein Soziolekt.
Plautdietsch ist eine Varietät des Niederdeutschen und wird in Europa, Nordamerika, Lateinamerika und Asien von einem Teil der inzwischen weltweit zerstreuten russlanddeutschen Mennoniten gesprochen; in Schleswig-Holstein spricht nur eine vergleichsweise kleine Bevölkerungsgruppe diese Sprache.

### Dänisch

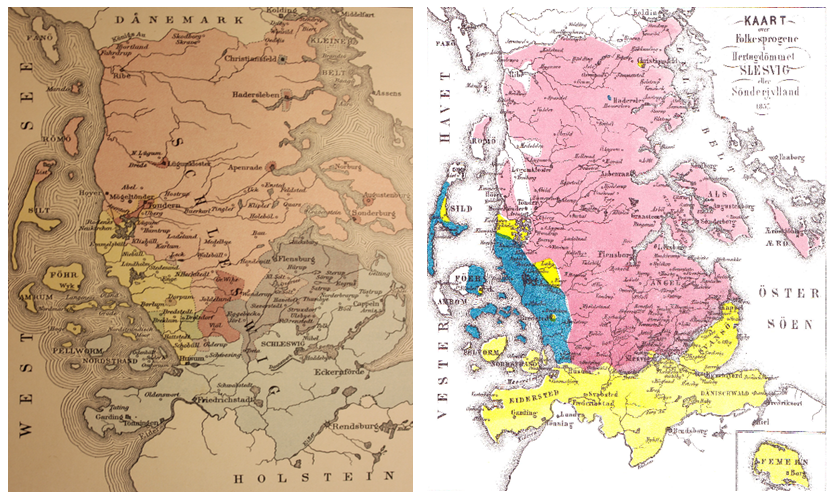
Der deutsch-dänische Konflikt im 19. Jahrhundert lässt sich auch an unterschiedlichen Kartendarstellungen zur Zeit des Sprachwechsels im südlichen Schleswig ablesen, hier anhand von Beispielen des preußischen Majors und Kartographen Franz Heinrich Julius Geerz 1838 (vom Betrachter links) und des dänischen Historikers Carl Ferdinand Allen 1858 (vom Betrachter rechts).

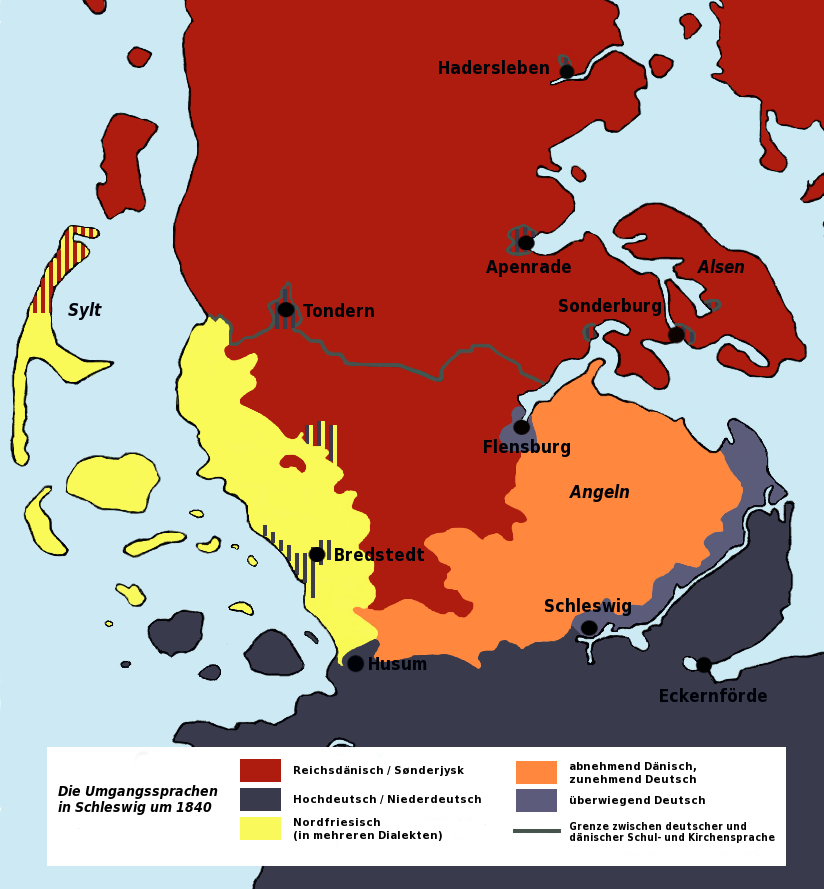
Sprachwechsel im 19. Jh. im Südlichen Schleswig

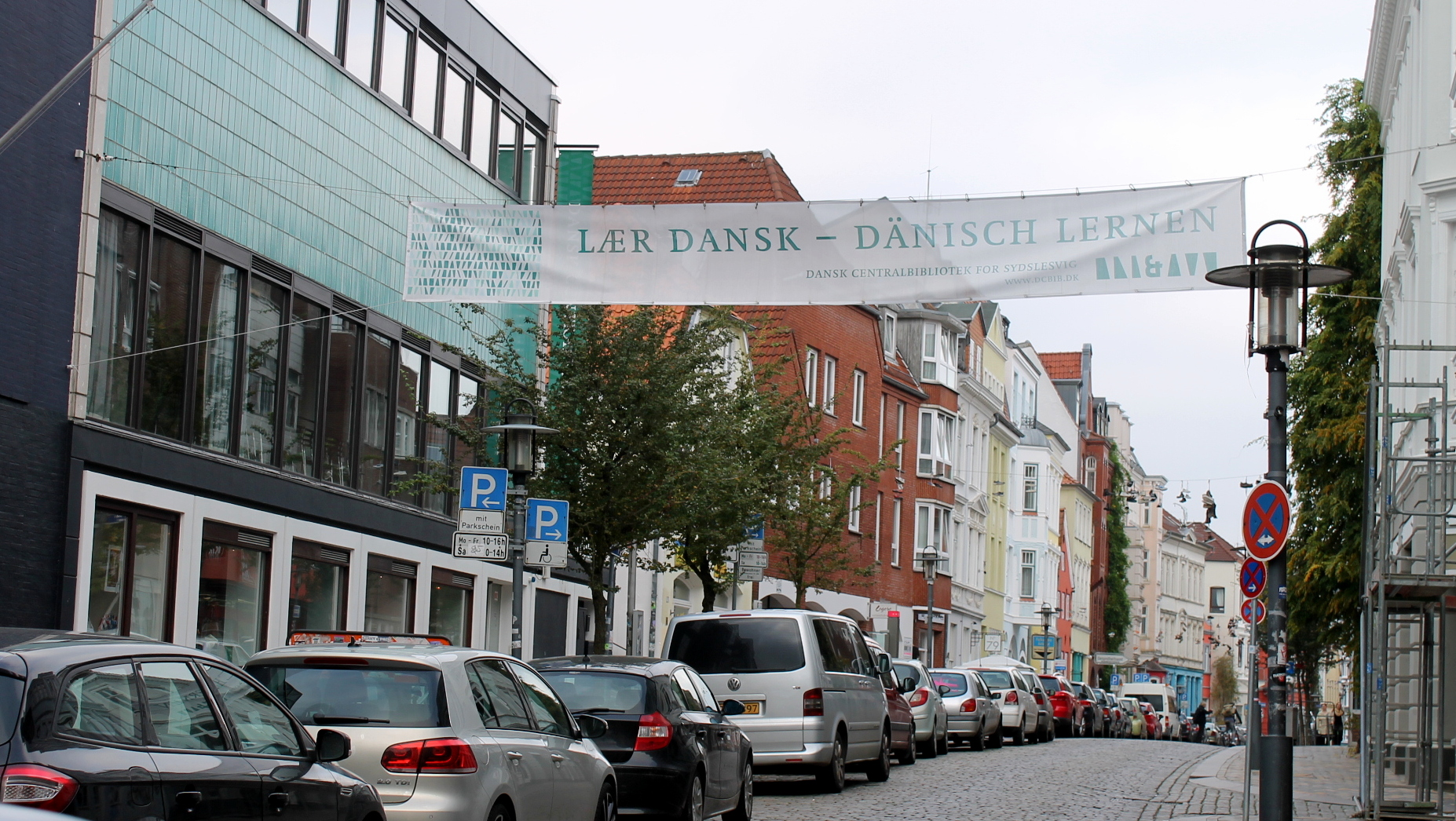
Werbung für Dänisch-Sprachkurse in Flensburg (2012)

Im Landesteil Schleswig (hier besonders im Raum Flensburg) lebt eine dänische Volksgruppe, deren Sprache als Minderheitensprache in Deutschland ebenfalls besondere Rechte genießt. So gibt es 46 Schulen, deren Unterrichtssprache Dänisch (dansk) ist. Da für den überwiegenden Teil der Dänisch sprechenden Personen Dänisch nicht übliche Alltagssprache, zu einem großen Teil auch nicht Muttersprache ist, sondern Hoch- und/oder Niederdeutsch, hat sich u. a. durch die Übernahme von Strukturelementen, etlichen Wörtern und Redewendungen aus dem Hoch- und Niederdeutschen eine – aus reichsdänischer Sicht – fehlerhafte lokale Variation des Rigsdansk („Reichsdänisch“ oder „Standarddänisch“) entwickelt, die von Seiten der Minderheit inzwischen selbstbewusst als Sydslesvigdansk („Südschleswigdänisch“) oder Sydslesvigsk („Südschleswigsch“) bezeichnet wird. Nach Angaben der schleswig-holsteinischen Landesregierung bekennen sich rund 50.000 Menschen im Lande mit deutscher Staatsangehörigkeit zur dänischen Minderheit.
Dies freilich ist nur eine Schätzung, die auf der Grundlage der Mitglieder in dänischen Vereinen beruht – die letzte Volkszählung mit Sprachenerfassung hatte im Jahre 1900 stattgefunden. Nach der Studie der Universität Hamburg aus dem Jahr 2015 liegt die Anzahl sogar bei etwa 79.000 Angehörigen im nördlichsten Bundesland (sowie 25.000 in Hamburg), davon rund 42.000 im angestammten Landesteil Schleswig (das wären etwa acht Prozent der Bevölkerung Schleswigs) und 37.000 im Landesteil Holstein (rund zwei Prozent der Bevölkerung dort).  Die knapp 7000 dänischen Staatsbürger in Schleswig-Holstein sprechen überwiegend Standarddänisch.
Weiterhin sprechen auch mehrere tausend Deutsche, die nicht zur dänischen Minderheit zählen, Dänisch in den drei Varianten Reichsdänisch (Standarddänisch), Sydslesvigdansk und Sønderjysk (aufgewachsen in grenznahen Orten; Sprache erlernt in Schulen – teilweise wird Dänisch als Wahlfach auch auf deutschen Schulen angeboten –, Volkshochschulen, Hochschulen); dies gilt auch für Angehörige neuer Minderheiten, die in dänischen Schulen und Vereinen integriert sind.
- Standarddänisch (auch: Reichsdänisch oder Hochdänisch) ist die aus den Malmöer (Schonisch, bis 1658) und Kopenhagener (Københavnsk) Dialekten entstandene Variante des Dänischen, die inzwischen von den meisten Dänen gesprochen oder zumindest neben einer anderen Variante auch gesprochen wird.

- Sydslesvigdansk (auch: Südschleswigdänisch, Sydslesvigsk, Südschleswigsch[19]) wird in Schleswig-Holstein von der Mehrheit der Dänischen Minderheit gesprochen. Überwiegend wird es als Varietät des Standarddänischen (Hochdänischen) betrachtet. Es trägt Züge einer Kontaktsprache zwischen Dänisch, Hochdeutsch und Niederdeutsch, ist aber auch Resultat der Mehrsprachigkeit der dänischsprachigen Bevölkerung im Lande.

- Südjütisch (Synnejysk, hochdeutsch auch: Südjütländisch und Plattdänisch, reichsdänisch: Sønderjysk) wird noch in grenznahen Gemeinden zwischen Flensburg und Niebüll gesprochen. Üblicherweise wird das Südjütische heute als Dialekt des Dänischen eingestuft; nach anderen Ansichten handelt es sich dabei um eine eigene skandinavische Sprache, um einen Dialekt der eigenen Sprache Jütisch oder um eine dänisch-niederdeutsche Mischsprache. Interessenvertretungen der dänischen Minderheit bezeichnen meist das Sønderjysk als zweite Regionalsprache Schleswig-Holsteins neben dem Niederdeutschen.[20] Einheimische von sowohl dänischer als deutscher Gesinnung verwenden diese Regionalsprache, die jedoch nach 1950 stark zurückgegangen ist. Früher war Südjütisch die lingua franca bei den alltäglichen Kontakten über die Grenze. Im Mittelalter war Südjütisch die Umgangssprache der ländlichen Bevölkerung in Nord- und Mittelschleswig bis zu einer Linie Husum–Schleswig–Eckernförde, bis etwa 1800 noch in Angeln bis zur Schlei. Danach wurde Südjütisch von Niederdeutsch, nördlich der heutigen Grenze von Reichsdänisch verdrängt, jedoch kam es auf der Geest zwischen Husum, Schleswig und Flensburg noch in den 1930er Jahren vor (das Fjoldemål in und um Viöl). Neben dem Fjoldemål (auch: Viöler Dänisch) sind bzw. waren im heutigen Deutschland das Angeldänische (dä. Angeldansk, Angelmål oder Angelbomål), das  Mellemslesvigsk und das Westliche Sønderjysk[21] (Vestligt Sønderjysk) die Unterdialekte.  Zu den eigenartigsten Sätzen des Südjütischen gehört folgender aus neun aufeinander folgenden einbuchstabigen Wörtern: „A æ u å æ ø i æ å.“ und bedeutet: „Ich bin draußen auf der Insel in der Au“.[22]

### Nordfriesisch

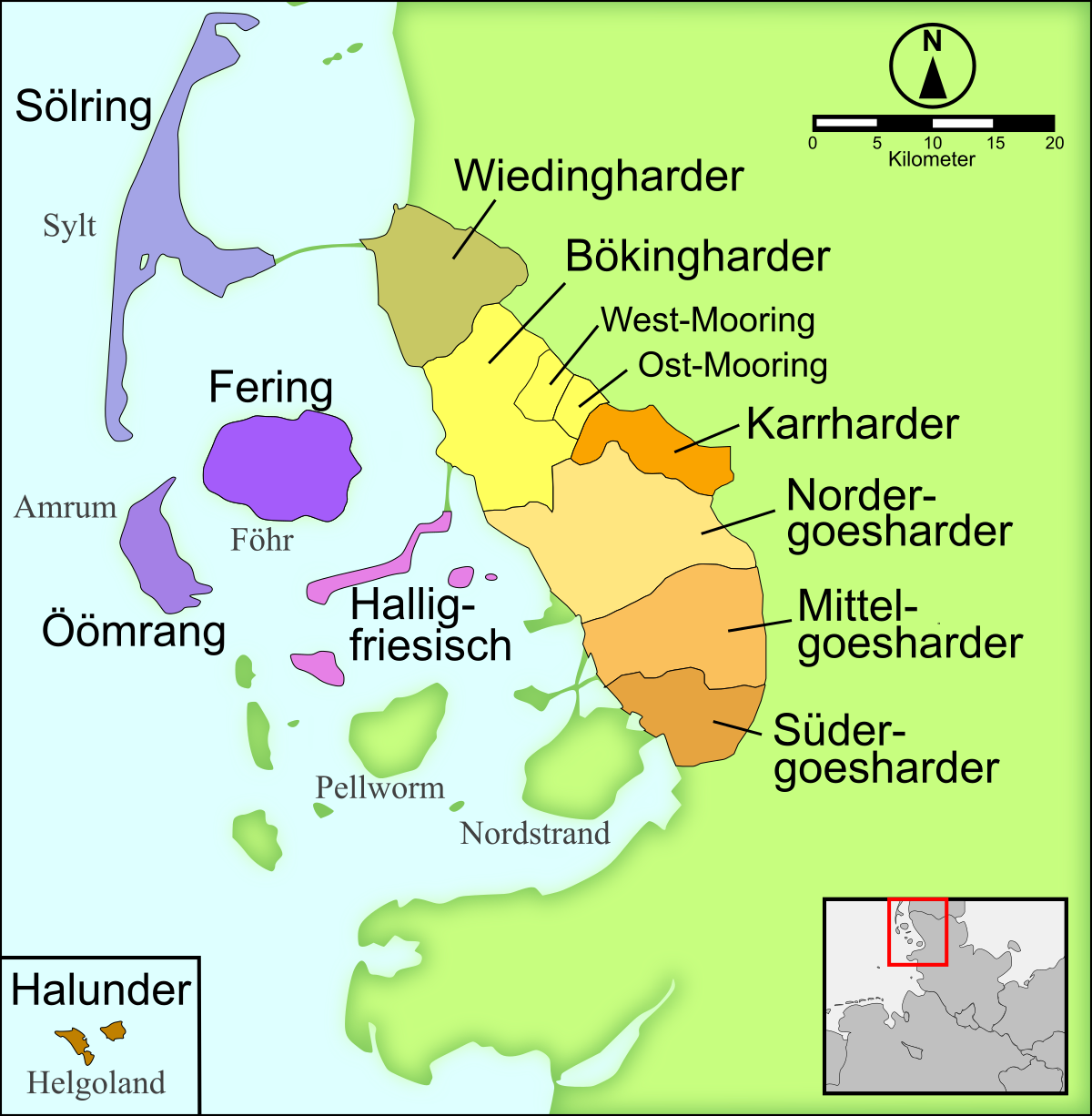
Die nordfriesischen Dialekte: Im Listland auf Sylt wurde Dänisch, auf Eiderstedt und Nordstrand Nordfriesisch bis ins 17. Jahrhundert gesprochen.

Auf den Nordfriesischen Inseln, an der nördlichen Westküste und auf Helgoland wird Nordfriesisch gesprochen, das auch als Minderheitensprache geschützt ist. Nordfriesisch wird von etwa 8000 bis 10.000 Menschen vor allem innerhalb der friesischen Volksgruppe gesprochen. Es ist damit neben dem Saterfriesischen innerhalb Deutschlands eine von zwei noch existenten friesischen Sprachen. Passive Sprachkenntnisse besitzen in etwa doppelt so viele Schleswig-Holsteiner, so dass maximal 30.000 Menschen das Nordfriesische sprechen oder zumindest verstehen. Gesprochen wird es heute noch in den – untereinander teilweise schwer verständlichen – Dialekten
auf den Inseln und Halligen:
- Sölring (auf Sylt, ca. 1000 Sprecher),
- Fering (auf Föhr, ca. 3000 Sprecher) mit den Unterdialekten Weesdring im Westen Föhrs, Aasdring im Osten, Boowentaareps im Süden der Insel und Njiblembür-Fering in Nieblum,[25]
- Öömrang (auf Amrum, ca. 600 Sprecher),
- Halunder (auf Helgoland, ca. 500 Sprecher),[26]
- Halligfriesisch (auf den Halligen),

auf dem Festland:
- Wiedingharder Friesisch,
- Bökingharder Friesisch mit West- und Ost-Mooring (mehrere 1000 Sprecher),
- Karrharder Friesisch,
- Nordergoesharder Friesisch,
- Mittelgoesharder Friesisch.

Weitere Dialekte – wie beispielsweise das Südergoesharder Friesisch (seit 1981), das Strander Friesisch, das Eiderstedter Friesisch und das Wyker Friesisch – sind ausgestorben. Die Dialekte der Inseln Amrum, Föhr und Sylt sowie die der Halligen und des Festlandes können nochmals zu zwei größeren nordfriesischen Dialektgruppen zusammengefasst werden. Der Dualis der Pronomen, also die Zweizahl zwischen der Einzahl und der Mehrzahl ab drei (Bsp.: wat = wir beide; we = wir), ein ursprüngliches Spezifikum der Sprache, verschwindet seit Ende des Zweiten Weltkrieges zunehmend.
An 27 Schulen im Lande – darunter der friesischen Schule auf Amrum und der dänisch-friesischen Schule in Risum – wird auch Nordfriesisch unterrichtet oder gar der Unterricht anderer Fächer in dieser Sprache erteilt.

### Romanes
In Schleswig-Holstein existiert darüber hinaus eine traditionelle Minderheit von Sinti und Roma, die Romanes (auch: Romani) sprechen. Der schleswig-holsteinische Landesverband der Sinti und Roma schätzt die Anzahl der im Lande lebenden Sinti und Roma mit deutscher Staatsangehörigkeit auf 5000. Die meisten davon leben in Kiel, wo die Wohnsiedlung „Maro Temm“ entstand, in Lübeck und im Hamburger Umland. Die ursprünglich aus dem indischen Raum stammenden Sinti und Roma leben nachweislich schon seit dem 15. Jahrhundert in Schleswig-Holstein; die Sprache Romani ist verwandt mit Sanskrit. Eine allgemein übliche Schriftsprache des Romanes existiert nicht. Auch Romanes ist als Minderheitensprache geschützt.

### Missingsch und Petuh
Missingsch und Petuh sind Mischsprachen.
Das Missingsch selbst ist eine Mischsprache aus Hochdeutsch und Niederdeutsch, deren Klassifizierung unklar ist; auch in Schleswig-Holstein wird diese Sprache von einem Teil der Bevölkerung gesprochen.
Das Petuh (auch u. a.: Petu, Petu(h)tantendeutsch, Petu(h)tantendänisch) ist im Flensburger Raum eine Mischsprache aus Hochdeutsch, Niederdeutsch, Standarddänisch und Südjütisch und wird nur noch von wenigen Menschen beherrscht.

### Jiddisch
Bis zur NS-Zeit existierten in einzelnen Städten Schleswig-Holsteins (z. B. Lübeck) bedeutende west-jiddisch sprechende Minderheiten; Ghettos gab es in Schleswig-Holstein nicht. Wie hoch der Anteil Jiddisch-Sprecher unter den heute wieder knapp 2000 Bewohnern jüdischen Glaubens ist, ist unbekannt. Das Jiddische (veraltet auch: Judendeutsch) ist eine Varietät des Hochdeutschen und als solche den anderen deutschen Sprachen und Dialekten sehr nahe. Jiddisch gilt dabei als eigenständige Sprache. Die Schriftform ist eine modifizierte Version des hebräischen Alphabets.

### Gebärdensprachen
Schließlich ist auch auf die schätzungsweise über 5000 „Sprecher“  der Deutschen Gebärdensprache in Schleswig-Holstein hinzuweisen – etwa knapp die Hälfte davon ist gehörlos. Die andere Hälfte teilen sich vor allem Schwer- und Schwersthörige, sprachgestörte Personen, Personen aus dem Umfeld von Betroffenen, Personen mit beruflichem Interesse (z. B. Gebärdensprachdolmetscher); auch soll das Erlernen in einzelnen allgemeinbildenden Schulen und Volkshochschulen angeboten werden bzw. worden sein. Im Gehörlosen-Verband Schleswig-Holstein sind etwa 650 Betroffene organisiert. Die Deutsche Gebärdensprache ist seit 2002 gemäß § 6 des Behindertengleichstellungsgesetzes als Sprache anerkannt. Die Anzahl der „Sprecher“ des dänischsprachigen Pendants Dansk tegnsprog dürfte bei unter 100 liegen.

### Situation im Kreis Nordfriesland
Hochdeutsch, Niederdeutsch (Schleswigsch als Husumer Platt, Eiderstedter Platt, nordfriesisches Platt), Nordfriesisch in seinen Dialekten, Dänisch (Standarddänisch, Sydslesvigdansk, Sønderjysk) und Missingsch werden heute (noch) im Kreis Nordfriesland gesprochen. Daher wird der Landstrich auch als Sprachenland Nordfriesland bezeichnet. Für die Grenzgemeinde Rodenäs liegen über die Sprachsituation mehrere Untersuchungen vor. Eine Untersuchung aus den 1970er Jahren ergab, dass neben Hochdeutsch auch 39 Prozent der Bevölkerung fließend Plattdeutsch sprachen, 27 Prozent den dortigen nordfriesischen Dialekt (Wiedingharder Friesisch) fließend beherrschten und 23 Prozent ebenso fließend das Südjütische; insgesamt 28 Prozent sprachen nach der Untersuchungen inklusive Reichsdänisch alle fünf Sprachen bzw. Dialekte (mehr oder weniger gut). Der Anteil derjenigen Rodenäser, die alle Sprachen beherrschen, ist aber nach einem kurzen Fernsehbericht aus dem Jahre 2024 mittlerweile so gut wie verschwunden.
Das einst in Friedrichstadt und teilweise auf Eiderstedt gesprochene Niederländisch ist allerdings in Nordfriesland ausgestorben. Das Wort „Frikandelle“ gehört zu den Rudimenten der niederländischen Sprache dort. Im Kreis Nordfriesland besitzen alle vier Sprachen (Hochdeutsch, Niederdeutsch, Dänisch einschließlich Sønderjysk, Nordfriesisch) Amtssprachenstatus.

### Neue Sprachen
Durch die Zwangsarbeiter im Zweiten Weltkrieg (u. a. Russisch, Polnisch, Italienisch, Lettisch, Estnisch), die Flüchtlinge und Vertriebenen (u. a. Polnisch, Masurisch, Kaschubisch), Besatzungstruppen und später stationierte Truppen – US-Streitkräfte in Flensburg – (Englisch), Gastarbeiter (u. a. Italienisch, Türkisch, Serbokroatisch, Griechisch, Kurdisch), Aussiedler deutscher Abstammung (u. a. Russisch, Polnisch, Rumänisch, Kasachisch) und anerkannte Asylbewerber gelangten in den letzten Jahrzehnten wiederholt neue Sprachen ins Land, die aber nur ausnahmsweise als Sprachminderheiten bestehen blieben. Dies betrifft insbesondere die türkische Sprache. Sofern die Angehörigen dieser Gruppen im Lande verblieben, erhielten sie oder ihre Nachfahren zum Teil die deutsche Staatsangehörigkeit, wenn sie diese oder einen Rechtsanspruch darauf nicht schon ohnehin besaßen.
Die Anzahl der Ausländer in Schleswig-Holstein mit deren Sprachen hat sich in den letzten Jahren vor allem durch Flüchtlinge stark erhöht. Im Jahre 2023 stammten von den Ausländern rund 39.000 aus der Ukraine, knapp 39.000 aus Syrien, knapp 31.000 aus der Türkei, knapp 30.000 aus Polen, rund 22.000 aus Afghanistan, knapp 21.000 aus Rumänien, knapp 14.000 aus dem Irak, gut 11.000 aus Bulgarien, gut 9.000 aus Russland, gut 6.000 aus Dänemark, ebenfalls gut 6.000 aus Italien, rund 6.000 aus dem Iran, rund 5.000 aus Griechenland, gut 4.000 aus Armenien. Rund 3.500 bis unter 4.000 Ausländer kamen aus den Ländern Nordmazedonien, Kosovo, Kroatien, Eritrea, Spanien und Serbien. Die Gesamtanzahl an Ausländern im Lande betrug 2022 rund 328.000, 2023 nach dem Ausländerzentralregister rund 347.000. Zum Vergleich: von den 132.000 Ausländern in Schleswig-Holstein im Jahre 2009 waren knapp 33.000 Türken, knapp 12.000 Polen, knapp 7000 Dänen, knapp 6000 Russen, knapp 4000 Italiener, jeweils über 3000 Griechen und Ukrainer sowie jeweils knapp 3000 Österreicher, Briten und Iraker. Insgesamt betrug der Ausländeranteil nach dem Mikrozensus 2022 8,8 Prozent; 4,2 Prozent waren es 2011.
Nach der Mikrozensuserhebung von 2008 hatten 363.000 Personen (Deutsche Staatsangehörige und in Deutschland geborene Ausländer) einen Migrationshintergrund, wobei in diese Zahl qua Definition nur die Zuwanderungen nach 1949 einflossen; zwischen 1988 und 2010 wurden rund 100.000 Ausländer eingebürgert.
Etwa zwei Prozent der türkischstämmigen Bevölkerung Deutschlands lebt in Schleswig-Holstein. Die türkischstämmige Bevölkerung setzt sich zusammen aus türkischen Staatsangehörigen, eingebürgerten ehemaligen türkischen Staatsbürgern und deren Nachkommen sowie seit dem 1. Januar 2000 aus in Deutschland geborenen Kindern von Eltern mit türkischer Staatsangehörigkeit, die zunächst bis zum 23. Lebensjahr die deutsche Staatsangehörigkeit erhalten und sich dann für die deutsche oder türkische Staatsbürgerschaft entscheiden müssen (Optionsregelung).
Insgesamt sind es in Deutschland gut 2,5 Millionen Türkischstämmige, davon knapp 700.000 mit deutscher Staatsangehörigkeit. Abzüglich der Türkischstämmigen, die eine andere Muttersprache haben, sprechen gemäß den Zahlenangaben über 40.000 Bewohner Schleswig-Holsteins (davon etwa 13.000 mit deutscher Staatsangehörigkeit) die türkische Sprache als Muttersprache sowie über 10.000 als Zweitsprache. Die türkischsprechende Bevölkerung des Landes verteilt sich vor allem auf einige Städte: Etwa die Hälfte lebt in den vier kreisfreien Städten Kiel, Lübeck, Flensburg und Neumünster.

## Rechtliche Situation

### Europäische Charta der Regional- und Minderheitensprachen
In Schleswig-Holstein stehen nach der Europäischen Charta der Regional- und Minderheitensprachen unter Schutz:
- Dänisch (Minderheitensprache): sowohl Reichsdänisch (meist als Sydslesvigdansk) wie Sønderjysk gemäß Teil III
- Nordfriesisch (Minderheitensprache): Nordfriesisch gemäß Teil III
- Romani (oder Romanes, Minderheitensprache der Sinti und Roma) gemäß Teil II
- Niederdeutsch (Regionalsprache) gemäß Teil III

Das Land Schleswig-Holstein hatte zunächst aus der Europäischen Charta der Regional- und Minderheitensprachen für die nordfriesische Sprache 36, für die niederdeutsche Sprache und die dänische Sprache je 35 und für das Romanes 27 Einzelverpflichtungen übernommen, diese aber in der Folgezeit mit Wirkung per 7. Januar 2021 noch ergänzt.
Obgleich das Ratifizierungsgesetz zur Übernahme der Europäischen Charta der Regional- und Minderheitensprachen mit ihren Verpflichtungen Bundesrecht ist, bleibt die sachliche Umsetzungskompetenz aufgrund der Kulturhoheit der Länder bei den einzelnen deutschen Ländern als Inhaber originärer Staatlichkeit.

### Landesverfassung
Die Landesverfassung von Schleswig-Holstein in der Fassung vom 2. Dezember 2014 existiert in einer Hoch- und einer Niederdeutschen Version.:
Artikel 6
„Nationale Minderheiten und Volksgruppen
(1) Das Bekenntnis zu einer nationalen Minderheit ist frei; es entbindet nicht von den allgemeinen staatsbürgerlichen Pflichten.
(2) Die kulturelle Eigenständigkeit und die politische Mitwirkung nationaler Minderheiten und Volksgruppen stehen unter dem Schutz des Landes, der Gemeinden und Gemeindeverbände. Die nationale dänische Minderheit, die Minderheit der deutschen Sinti und Roma und die friesische Volksgruppe haben Anspruch auf Schutz und Förderung.“
Artikel 12:
„Schulwesen
…
(4) Die Erziehungsberechtigten entscheiden, ob ihre Kinder die Schule einer nationalen Minderheit besuchen sollen.
(5) Schulen der nationalen dänischen Minderheit gewährleisten für deren Angehörige Schulunterricht im Rahmen der Gesetze. Ihre Finanzierung durch das Land erfolgt in einer der Finanzierung der öffentlichen Schulen entsprechenden Höhe.
(6) Das Land schützt und fördert die Erteilung von Friesischunterricht und Niederdeutschunterricht in öffentlichen Schulen.
…“
Artikel 13:
„Schutz und Förderung der Kultur
…
(2) Das Land schützt und fördert die Pflege der niederdeutschen Sprache.
…“

### Amts-, Gesetzes-, Gerichts- und Parlamentssprachen
Nach dem Wortlaut des § 82a I des Landesverwaltungsgesetzes Schleswig-Holstein von 1992 (LVwG SH), zuletzt geändert am 30. Juni 2016, ist „Deutsch“ Amtssprache im nördlichsten Bundesland. Diese Regelung nach dem LVwG SH ist allerdings unter anderem durch die gegenüber den anerkannten Regional- und Minderheitssprachen nach der Europäischen Charta der Regional- und Minderheitensprachen übernommenen Verpflichtungen, dem Friesisch-Gesetz und durch Änderungen des Landesverwaltungsgesetzes selbst modifiziert worden. Darüber hinaus ist es juristisch umstritten, ob mit „Deutsch“ nur „Hochdeutsch“ oder auch „Niederdeutsch“ zu betrachten ist (siehe dazu folgenden Abschnitt: Rechtliches Verhältnis zwischen Hoch- und Niederdeutsch).
Partiell (räumlich und/oder sachlich) besitzen in Schleswig-Holstein neben Hochdeutsch die Regional- und Minderheitensprachen Niederdeutsch, Dänisch und Friesisch den Rang einer Amtssprache: über die jetzt klarstellende Regelung des § 82 b LVwG SH sind ausdrücklich auch Niederdeutsch, Friesisch und Dänisch als Amtssprachen neben dem Hochdeutschen zugelassen, eine ähnliche Regelung besteht für das Friesische zudem in § 1 des Friesisch-Gesetzes. Für das Niederdeutsche erstreckt sich der Geltungsbereich über das gesamte Land Schleswig-Holstein schon nach früherer Rechtsauffassung (siehe folgenden Abschnitt) und gemäß § 82 b LVwG SH. Für das Dänische gilt der Status nach dieser Norm in Flensburg, in den Kreisen Nordfriesland, Schleswig-Flensburg, Rendsburg-Eckernförde und seit dem 25. September 2018 auch in Kiel. Für das Friesische gilt der Status im Kreis Nordfriesland und auf Helgoland.
Entgegen allgemeiner Annahme obliegt in der Bundesrepublik Deutschland gemäß den Artikeln 30, 70 des Grundgesetzes (siehe auch Art. 23 VI GG) – abgesehen von reinen Bundesaufgaben (wie Bundesgesetzen) – die rechtliche Kompetenz, Sprachen und damit auch unter anderem innerhalb Deutschlands Amtssprachen zu bestimmen, als Teil der Kulturhoheit der Länder bei den einzelnen Bundesländern. Die Regelungskompetenz des Bundes ist eigentlich lediglich eine Ausnahme und ergibt sich aus Regelungsbedarf in eigenen Angelegenheiten, wirkt allerdings insgesamt dominierend.
Gesetzessprache der in Schleswig-Holstein geltenden Landesgesetze ist im Allgemeinen Hochdeutsch; vereinzelt gibt es auch – wie beispielsweise das Friesisch-Gesetz oder die Landesverfassung (s. o.) – mehrsprachige Gesetze. Das in einzelnen Normen im Landesteil Schleswig (mit Ausnahmen an der Westküste) sowie auf den Inseln Fehmarn und Helgoland weiterhin gültige Jütische Low von 1241 (heute angewandt in der Fassung von 1592) liegt in dänischsprachigen und plattdeutschsprachigen Fassungen vor.
Die Frage, ob auch Sprachen, die nach einer Landesverfassung in Deutschland geschützt sind (wie das Dänische und das Friesische in Schleswig-Holstein), damit den Rang von regional partiellen Gerichtssprachen erlangen, wird gegenwärtig nach überwiegender Meinung in der Rechtsliteratur verneint, nach anderer Ansicht bejaht (Baumbach/Lauterbach/Albers/Hartmann, Zivilprozessordnung, § 184 GVG Rn. 2 bezogen auf das Friesische). In § 13, Abs. 1 des schleswig-holsteinischen Landesverfassungsgerichtsgesetzes (das Landesverfassungsgericht ist landeseigenes Gericht mit ausschließlicher Befassung landesrechtlicher Normen) wird zur Gerichtssprache auf die Vorschriften des GVG verwiesen. Siehe zur Gerichtssprache auch den folgenden Abschnitt: „Rechtliches Verhältnis zwischen Hoch- und Niederdeutsch“.
Plattdeutsch ist auch – wenngleich in gesonderten Sitzungen – Parlamentssprache im Landtag; als Parlamentssprachen auf kommunaler Ebene sind teilweise Plattdeutsch und Nordfriesisch bekannt.

### Rechtliches Verhältnis zwischen Hoch- und Niederdeutsch
Die grundsätzliche Frage, ob unter Deutsch als Amtssprache – wie z. B. in § 23 Abs. 1 Verwaltungsverfahrensgesetz (VwVfG) – rechtlich ausschließlich die hochdeutsche oder auch die niederdeutsche Sprache anzuerkennen sei, wird unter Juristen und in Gerichtsurteilen uneinheitlich beantwortet: Während der Bundesgerichtshof in einer Entscheidung zu Gebrauchsmustereinreichung beim Münchener Patentamt in plattdeutscher Sprache das Niederdeutsche einer Fremdsprache gleichstellt („Niederdeutsche (plattdeutsche) Anmeldeunterlagen sind im Sinn des § 4a Abs. 1 Satz 1 Gebrauchsmustergesetz (GebrMG) nicht in deutscher Sprache abgefaßt.“ – BGH-Beschluss vom 19. November 2002 – Az.: X ZB 23/01), war nach dem Kommentar von Foerster/Friedersen/Rohde zu § 82a des Landesverwaltungsgesetzes Schleswig-Holstein (Stand: 1997) sowohl Hochdeutsch wie auch Niederdeutsch zu verstehen. Die Schleswig-Holsteinische Landesregierung teilte diese Rechtsauffassung. Dabei wurde auch auf Entscheidungen höherer Gerichte zu der die Gerichtssprache betreffende Parallelnorm § 184 des Gerichtsverfassungsgesetzes seit 1927 (OLG Oldenburg vom 10. Oktober 1927 – K 48, HRR 1928,392) verwiesen, nach denen auch das Plattdeutsche als deutsche Sprache zu definieren ist. Dieser Rechtsauffassung folgend wäre Niederdeutsch generell Gerichts- und auch Amtssprache in Deutschland.
In Schleswig-Holstein selbst hat sich durch Einfügung der klarstellenden Norm § 82 b LVwG SH mit Gültigkeit seit dem 29. Juli 2016 die Rechtsansicht über den Status des Niederdeutschen als Amtssprache inzwischen von der (Mit-)Subsumtion als deutsche Sprache hin zu einer eigenständigen Sprache gewandelt. In einer Stellungnahme für den Schleswig-Holsteinischen Landtag bezeichnete Stefan Oeter die bisherige Ansicht als Behelfskonstruktion.
Dessen ungeachtet wird nach allgemeiner Ansicht weiterhin das Niederdeutsche als Gerichtssprache als Teil des Deutschen betrachtet wie auch als Amtssprache im Sozialverfahren gemäß § 19 SGB X.

## Ortsbezeichnungen
Die Bezeichnungen der Orte und die geographischen Bezeichnungen sind unterschiedlichen Ursprungs wie u. a. hochdeutschen, niederdeutschen, dänischen sowie südjütischen, nordfriesischen, slawischen und niederländischen. Auch heute besitzen die meisten Orte und geographischen Begriffe vor allem im nördlichen Landesteil mehrere Namen und Schreibweisen in den verschiedenen Landessprachen, die teilweise neben dem hochdeutschen Namen offiziell gelten, teilweise inoffiziell sind. Einige Städte sollen hier als Beispiel dienen:
- Bredstedt: plattdeutsch: Breedsteed, standarddänisch: Bredsted, südjütisch: Bräjst, nordfriesisch: Bräist, Breetsteed
- Eckernförde: plattdeutsch: Eckernföör, Eckernför, standarddänisch: Egernførde, Egernfjord, Ekernførde, südjütisch: Nysted, Ekelførd, Egelføhr
- Flensburg: plattdeutsch, standarddänisch und in Petuh: Flensborg, südjütisch: Flensborre, in den Dialekten der nordfriesischen Sprache: Flansborj, Flansbörj, Flensborag und Flensborig
- Friedrichstadt: plattdeutsch: Friesstadt, Frieestadt, standarddänisch: Frederiksstad, nordfriesisch: Fräärstää, Friedrichstääd, niederländisch (ursprüngliche Sprache in F.): Frederikstad aan de Eider
- Schleswig: plattdeutsch: Sleswig, standarddänisch: Slesvig by, südjütisch: Slasvig, Sljasvig, nordfriesisch: Slaswik
- Wyk auf Föhr: plattdeutsch: De Wiek, De Wyk, standarddänisch: Vyk, in den Dialekten der nordfriesischen Sprache: A Wik, Wik (üüb Feer), Wyk (Föör), E Wiik

Ortsnamen slawischen Ursprungs im Südosten des Landes sind unter anderen Lübeck, Eutin und Preetz; dieser Landesteil war bis ins 12. Jahrhundert hinein von slawischen Völkern (u. a. Wagrier) bewohnt.

## Landesbezeichnung in den einzelnen Sprachen
- Hochdeutsch und Romanes: Schleswig-Holstein
- Niederdeutsch: Sleswig-Holsteen
- Dänisch: Slesvig-Holsten
- Nordfriesisch in seinen Dialekten: Slaswik-Holstiinj (Bökingharder Friesisch (Mooring)), Sleeswig-Holstian (Fering), Sleeswich-Holstiin (Goesharder Friesisch), Sleeswich-Holstian (Halligfriesisch), Sleeswich-Holstean (Halunder), Schleswig-Holstian (Öömrang) und Sleeswig-Holstiin (Sölring)
- Deutsche Gebärdensprache: siehe hier

## Sonstiges
Die Liste der schleswig-holsteinischen Schriftsteller und Künstler, die in mehreren der Landessprachen veröffentlichten bzw. wirkten, ist lang. Dazu gehören Theodor Storm (Hochdeutsch, Plattdeutsch), Jochen Steffen (Hochdeutsch, Missingsch), Thomas Mann (Hochdeutsch; Plattdeutsch in Passagen seiner Werke), Hannes Wader (Hochdeutsch, Plattdeutsch), Knut Kiesewetter (Hochdeutsch, Plattdeutsch, Nordfriesisch), Fiede Kay (Hochdeutsch, Plattdeutsch, Nordfriesisch), die Band Torfrock (Hochdeutsch, Plattdeutsch, Missingsch), Renate Delfs (Hochdeutsch, Plattdeutsch, Petuh), Willy-August Linnemann (Dänisch, Hochdeutsch), Karin Johannsen-Bojsen (Dänisch, Hochdeutsch) und etliche weitere. In der langen Version ihres Songs Nordisch by Nature vereinigte die Band Fettes Brot gleich drei existente Landessprachen Schleswig-Holsteins (Hochdeutsch, Plattdeutsch, Dänisch) und eine ehemalige Landessprache (Niederländisch), in der Kurzfassung nur Hoch- und Niederdeutsch.

## Hörbeispiele im Web
1. Plattdeutsch, Dänisch, Nordfriesisch und Romanes im Vergleich (derselbe Text)
- Hörbeispiel Plattdeutsch:  (Video der Landesregierung)
- Hörbeispiel Dänisch:  (Video der Landesregierung)
- Hörbeispiel Nordfriesisch:  (Video der Landesregierung)
- Hörbeispiel Romanes:  (Video der Landesregierung)

2. Weitere Hörbeispiele
- Hörbeispiele in Sydslesvigdansk:
- Hörbeispiel Südjütisch:

## Weitere Weblinks
- Det danske sprog i Sydslesvig (dän.)
- Sprachen und Sprachpolitik in Schleswig-Holstein (franz.)
- http://www.schleswig-holstein.de/Portal/DE/LandLeute/Minderheiten/minderheiten_node.html
- Sprachen und Dialekte südlich der Grenze Dänemarks
- (für Schleswig-Holstein geltende Verpflichtungen aus der Charta für Regional- oder Minderheitensprachen)
- Medienbüro Riecken: Überblick über nordfriesische Film- und Rundfunkprojekte
- Martina Domke: Zweitspracherwerb in Nord- und Südschleswig, GRIN Verlag, München, 2000
- Steffen Höder, Niederdeutsch und Norddeutsch - ein Fall von Diasystematisierung
- Werner Junge: Wie eine Grenze seit 1920 Sprachen verschwinden ließ, NDR vom 23. Februar 2020